# 刘龙台镇
刘龙台镇，是中华人民共和国辽宁省锦州市义县下辖的一个乡镇级行政单位。

## 行政区划
刘龙台镇下辖以下地区：
六台村、全善堡村、山下村、白庙子村、刘东村和河南村。